# Johnsonita auda
Johnsonita auda is een vlinder uit de familie van de Lycaenidae. De wetenschappelijke naam van de soort werd als Thecla auda in 1867 gepubliceerd door William Chapman Hewitson.